# Михаил I Комнин Дука
Михаил I Комнин Дука (греч. Μιχαήλ Κομνηνός Δούκας; XII век — 1215, Берат), также именуется Михаилом I Ангелом, Михаилом I Ангелом Дукой или Михаилом I Ангелом Комнином Дукой. Основатель Эпирского царства, правивший государством с 1205 по 1215 гг. С 1212 года был правителем западной и южной Фессалии.
Государство, созданное Михаилом I, широко известно в историографии как «Эпирский деспотат», и давно считалось, что Михаил был первым правителем Эпира, носившим титул деспота. Предполагалось, что титул был дарован свергнутым императором Византии Алексеем III Ангелом, которого Михаил I выкупил из латинского плена. Однако, как показали современные исследования, ни Михаил I, ни его сводный брат и преемник Феодор не использовали титул деспот. Первым носителем этого титула был незаконнорождённый сын Михаила I — Михаил II Комнин Дука, который стал первым правителем Эпира, которому его дядя Мануил даровал титул деспота в 1231 году.

## Происхождение
Михаил был незаконным сыном севастократора Иоанна Дуки. Он являлся правнуком Алексея I Комнина и был кузеном сразу двух императоров: Исаака II Ангела и Алексея III Ангела. Таким образом, в его жилах текла кровь сразу трёх знатнейших византийских семейств: Ангелов, Дук и Комнинов. Несмотря на тесное родство с династией Ангелов, Михаил I Комнин Дука никогда не использовал патроним «Ангел», которую некоторые современные исследователи применяли к нему и его династии. Несколько документов, сохранившихся от его собственной руки и нескольких свинцовых печатей показывают, что он пользовался именем «Михаил Дука» или «Михаил Комнин Дука» (Μιχαήλ Κομνηνός ὁ Δούκας). Очевидно это было сделано для того, чтобы подчеркнуть его отношение к почитаемым династиям Византии — Дукам и Комнинам, а не к катастрофическому правлению династии Ангелов.
Около 1190 годов Михаил был губернатором малоазийской фемы Меласы и Меланоудион. Но в 1201 году Дука поднял мятеж против власти Алексея III Ангела и перебежал в Конийский султанат, откуда проводил опустошительные набеги на свою родину.
Алексей III Ангел пошёл против Михаила войной, закончившейся примирением родственников. После этого до 1204 года Михаил был правителем Пелопоннесса.

## Правитель Эпира
В 1204 году, после взятия Константинополя крестоносцами, Дука попал в свиту Бонифация Монферратского. Тот получил в своё пользование королевство Фессалоники и Грецию. По его поручению Михаил отправился в фему Никополис, где местные архонты восстали против её наместника Сеннакерима. Тот вскоре умер, а Михаил Дука женился на его вдове (или дочери). Он разорвал все свои сношения с Бонифацием, став независимым правителем Эпира со столицей в Арте. Весной 1205 года Михаил I Комнин Дука попытался также взять под свой контроль Пелопоннес, но попытка оказалась неудачной. Чтобы гарантировать безопасность своего господства на международном уровне, Михаил I предпринимал рискованные дипломатические манёвры. Он признал верховенство римского папы и обещал унию эпирской церкви с Римом, так как надеялся на папскую защиту от венецианских атак.
В Эпир прибывало множество беженцев из Константинополя, Фессалии и Пелопоннесса, тем самым увеличивая количество его подданных и улучшая финансовое положение ново созданного государства. Более того, Эпиру приняли вассальную зависимость сербское княжество Рашка и албанское княжество Арберия. Но на поприще спасителя ромеев у Михаила появился конкурент. В Малой Азии появилась Никейская империя, главу которой Феодора I Ласкариса поддерживал константинопольский патриарх Иоанн X Каматир. Несмотря на противоречия, никеец отпустил к Михаилу его брата Феодора, который поклялся в верности как самому императору, так и его потомкам.
В 1209 году Михаил I выкупил из латинского плена свергнутого императора Византии Алексея III Ангела. Алексей прибыл в Арту, но не долго оставался в столице Эпира. Бывший император стремился вернуть свой трон и стал планировать захват Никейской империи с помощью султана турок-сельджуков Кей-Хосрова I. В сопровождении сводного брата Михаила Константина Комнина Дуки, Алексей отплыл в Малую Азию.
В это же время Дука начал устраивать набеги на земли Фессалоникского королевства, чей король Бонифаций I погиб в 1207 году и в государстве началась война за власть между феодалами при малолетнем короле Димитрии Монферратском. Второй император новообразованной Латинской империи Генрих I Фландрский потребовал у Михаила подчиниться ему, что тот сделал номинально, разрешив своей дочери выйти замуж за брата Генриха Юстаса в 1209 году. Этот шаг не помешал ему оставаться врагом латинян. Воспользовавшись тем, что Генрих начал военную кампанию против Никейской империи и Болгарии, Михаил I напал на Фессалоникское королевство. Он начал захват стратегически важных городов: в 1212 году от латинян был очищен фессалийский город Лариса, в 1214 году венецианцы потеряли Диррахий и Корфу. Также были заняты порты в Коринфском заливе.
Правитель Эпира был чрезмерно жесток к своим заключённым, убивая или избивая многих из них, в то время как Буффа, его исповедник и три других дворянина были распяты. Армия Михаила уничтожала латинские гарнизоны, включая латинских священников. Генрих I был вынужден прервать свою кампанию против Никейской империи и вернуться в Константинополь, которому угрожал болгарский царь Борил. Генрих заключил с Михаилом I союз, подтвердив все его завоевания. Взамен Михаил I перешёл на сторону латинян и начал военные действия против Болгарии, победив их в Пелагонии.
В 1215 году Дука начал войну против усиливающейся Сербии, выступив на стороне Латинской империи и Второго болгарского царства, но был зарезан в собственной постели одним из слуг. Престол его царства наследовал его брат Феодор Комнин Дука.

## Семья
Михаил I женился на дочери (по другой версии — жене) наместника фемы Никополис Сеннекарима:
- Константин Комнин Дука, умерший молодым.
- Феодора Комнина Дука.
- Мария Комнина Дукиня — супруга Константина Мелиссина.

От второй супруги, чьё имя неизвестно, у Михаила был, по крайней мере, один ребёнок:
- Михаил II Комнин Дука — стал правителем Эпира в 1231 году.